# Exército da Libertação da Palestina
O Exército da Libertação da Palestina (ELP) (em inglês: Palestine Liberation Army, PLA; em árabe: جيش التحرير الفلسطيني; romaniz.: Jaysh al-Tahrir al-Filastini) foi fundado pela Liga Árabe em 1964 para funcionar como o braço armado da Organização para a Libertação da Palestina (OLP) com a missão de combater Israel. No entanto, a OLP nunca exerceu poder o ELP, mas sim os países árabes que acolhiam os seus militantes, com especial destaque para a Síria.

## História

### Fundação
Imediatamente após a sua fundação em 1964 no congresso da Liga Árabe em Alexandria, o ELP estava sob o controlo dos países árabes, em especial o Egipto liderado por Nasser. Os palestinianos nunca iriam obter controlo independente sobre a organização até que a facção de Yasser Arafat, a Fatah, romper com o grupo apoiado por Nasser em 1968/69, quando os países árabes estavam desacreditados pela humilhação da Guerra dos Seis Dias e, a ascensão de um novo movimento militante palestiniano.
O ELP estava organizada em 3 brigadas, com nomes de batalhas de significância histórica para o mundo árabe: 
- Ayn Jalut, baseada na Faixa de Gaza e controlada pelo Egito
- Qadisiyyah, originalmente sediada no Iraque, mas transferida para a Jordânia em 1967.
- Hattin, baseada na Síria

Estas brigadas eram compostas por refugiados palestinianos sob o controlo dos países que os acolhiam, que cumpriam o serviço militar obrigatório nestas unidades em vez nas forças armadas regulares dos países de acolhimento. Oficialmente, o ELP estava sob o controlo do Departamento Militar da OLP, mas de facto, os governos dos países de acolhimento nunca renunciaram o controlo das brigadas.
Em 1968, as Forças Popular de Libertação, mais conhecidas como a "Brigada Jarmuque", foram estabelecidas dentro do ELP para efectuaram acções de comandos contra as forças israelitas que ocupavam a Faixa de Gaza desde 1967. Geralmente o ELP evitava este tipo de acções de guerrilha, visto ter sido estabelecido como uma força militar tradicional.
No seu auge, o ELP foram compostas por 8 brigadas com 12.000 soldados formados. Estes estavam equipados com pequenas armas, morteiros, lança rockets, diversos veículos pessoais blindados e tanques. Apesar disto, o ELP nunca foram utilizados como uma unidade militar ao serviço da OLP, mas sim como forças auxiliares dos exércitos dos países de acolhimento.

### Operações na Jordânia e Líbano
Após a sua criação, o ELP veio a ser utilizado como uma arma política ao serviço dos interesses dos países que o acolhia, em especial a Síria. Durante o Setembro Negro de 1970, com tanques do Exército Árabe Sírio pintados sob o comando do ELP foram enviados para a Jordânia para apoiarem as organizações militantes palestinianas que combatiam o Exército da Jordânia, com o possível objectivo de derrubar a monarquia na Jordânia. Embora a invasão inicial ter sido um sucesso, com o ELP a capturar Irbid e a declarar como uma "cidade libertada", as forças jordanas conseguiram travar o avanço do grupo após fortes combates. Após pressão internacional e ameaças de intervenção pelos Estados Unidos e Israel, as forças sírias e palestinianas retiraram-se da Jordânia. Este embaraço contribuiu para o derrube de Salah Jadid por Hafez al-Assad, pouco depois da retirada na Jordânia. O falhanço da invasão foi atribuído pela recusa da Força Aérea Árabe Síria intervir na Jordânia, sendo esta liderada por Hafez al-Assad. 
Durante a Guerra Civil Libanesa, a Síria fez um uso reiterado do ELP como uma força satélite, inclusive contra a OLP (embora o ELP provou ser uma força instável quando ordenada a combater outros palestinianos, sofrendo várias deserções). O ELP foi praticamente aniquilado como uma força militar pela invasão de Israel em 1982 no Líbano que deu origem à Guerra do Líbano de 1982. Os combatentes do ELP no Líbano retiraram-se para a Tunísia quando a OLP se retirou de Beirute, na sequência de um cessar-fogo patrocinado pelos EUA. 
A brigada do ELP no Egipto também se mobilizou para o Líbano em 1976, após Yasser Arafat tentar reaproximar-se do presidente egípcio Anwar Al Sadat, para restaurar relações após as tentativas de Sadat em estabelecer paz com Israel. Apesar disto, a brigada egípcia nunca teve o protagonismo e a força da facção síria do ELP.
Vários soldados do ELP no Egipto e na Jordânia iriam se tornar o núcleo da Guarda Nacional da Autoridade Nacional Palestiniana, após a celebração dos Acordos de Oslo assinados em 1993, quando lhes foi permitido a sua entrada na Palestina para ocuparem cargos nas recém-formadas forças de segurança da Autoridade Palestiniana.

### Guerra Civil Síria
Na Síria, o ELP continua activo, colaborando activamente com a facção pró-síria da OLP (As-Sa'iqa), embora a sua importância tenha diminuído nos últimos anos. O ELP foi reorganizado e palestinianos na Síria continuam a ser cooptados para cumprirem serviço militar nas suas fileiras. Embora completamente ocupado por palestinianos, o ELP continua fora do controlo da OLP, e de facto está integrado no Exército Sírio. Apesar disto, continua a ter a aparência de uma organização independente, e ocasionalmente organiza manifestações pró-Assad/governo sírio comemorando o contínuo apoio da Síria à causa da Palestina. Com o eclodir da Guerra Civil Síria, o ELP declarou o seu apoio ao governo sírio e começou a combater contra a Oposição Síria. Liderado pelo Major General Muhammad Tariq al-Khadra, o ELP fez partes de batalhas e campanhas militares na Zona Rural de Damasco, Daraa e Quneitra. No início de 2015, vários combatentes do ELP foram alegadamente executados por recusarem lutar contra os rebeldes sírio em Daraa. Cerca de 228 soldados do ELP morreram em combate até Setembro de 2017, entre eles um Brigadeiro General Anwar al-Saqa.